# جووانی پائولو پانینی
جووانی پائولو پانینی (به ایتالیایی: Giovanni Paolo Panini)،(زاده ۱۷ ژوئن ۱۶۹۱ – درگذشته ۲۱ اکتبر ۱۷۶۵) نقاش و معمار ایتالیایی بود که در رم کار می‌کرد و در درجه اول به عنوان یکی از نقاشان منظره شناخته می‌شود. پانینی به عنوان یک نقاش بیشتر به خاطر مناظری که از رم کشیده شناخته شده‌است، او علاقه خاصی به نقاشی از آثار باستانی رم داشت. از معروف‌ترین کارهای او نقاشی نمای داخلی پانتئون و نقاشی‌هایی از گالری‌هایی حاوی عکس‌هایی از شهر رم است.پانینی پرتره هم می‌کشید.(از جمله یکی از پرتره‌های پاپ بندیکت چهاردهم )
پانینی در ۲۱ اکتبر ۱۷۶۵ در شهر رم درگذشت.

## نگارخانه

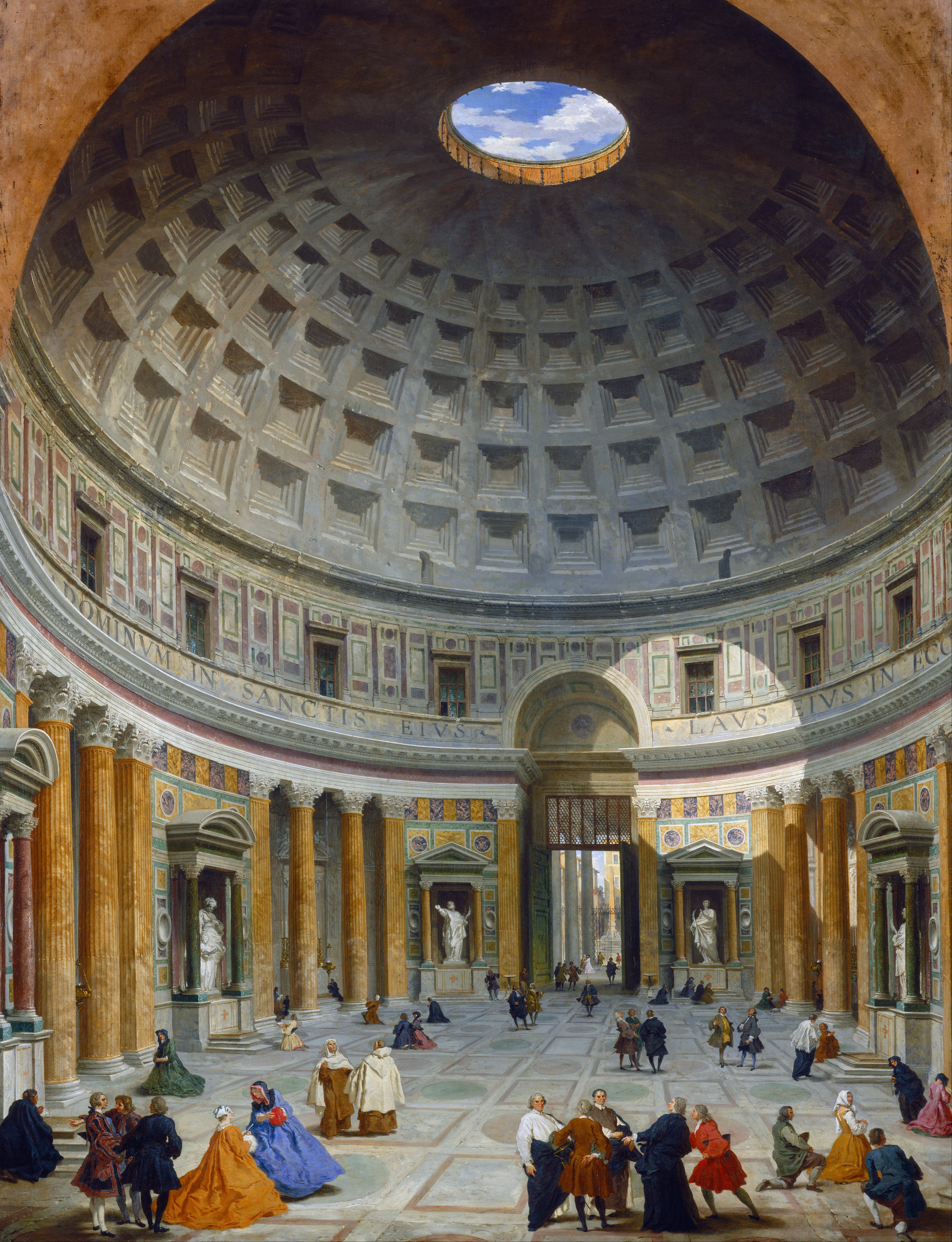
نمای داخلی پانتئون
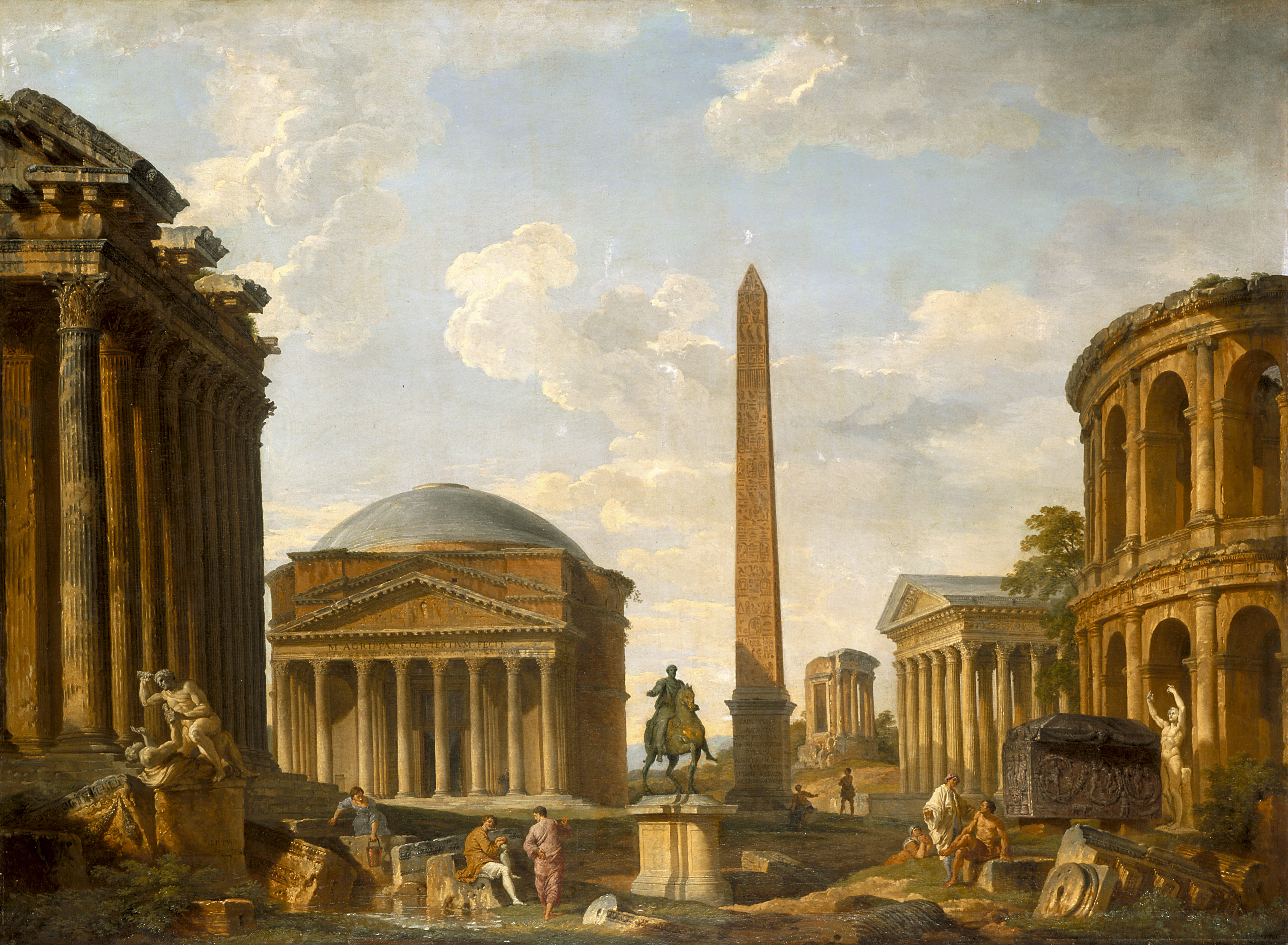
پانتئون و بناهای دیگر  (۱۷۳۵)، موزه هنر ایندیاناپلیس
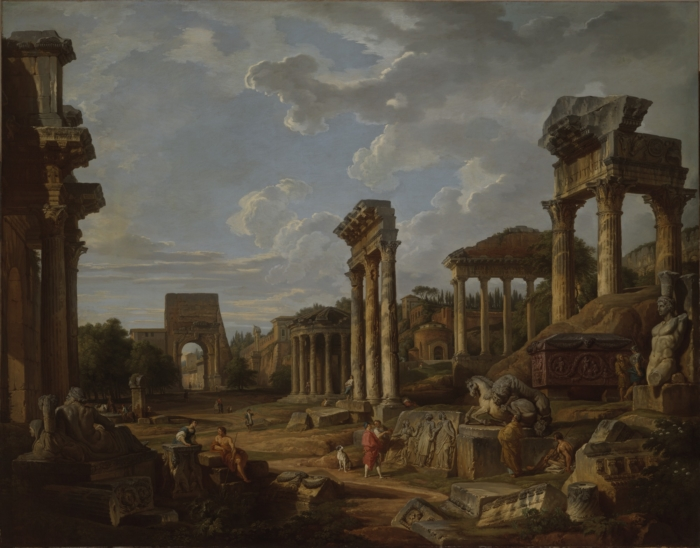
منظره‌ای از انجمن رم(۱۷۴۱)
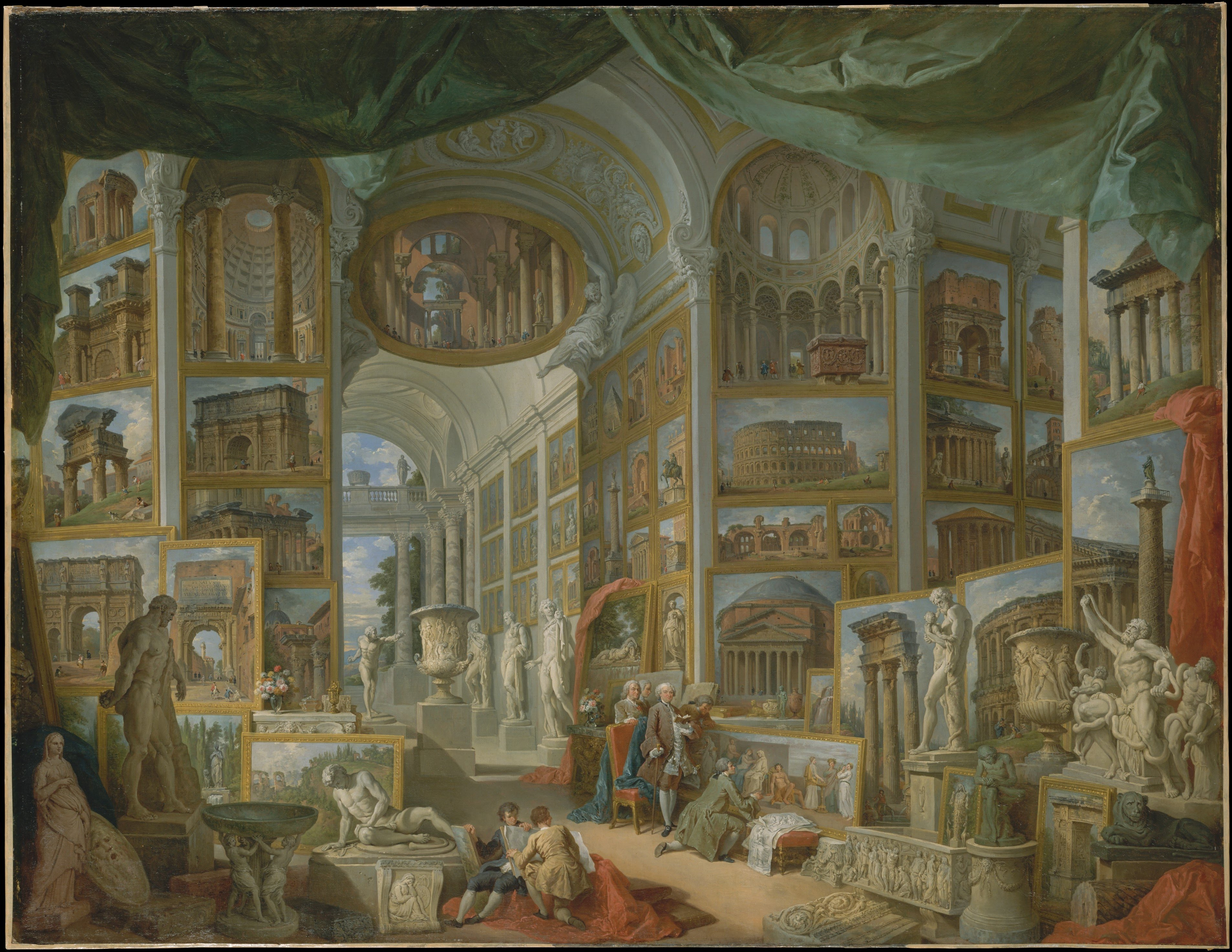
نقاشی از رم قدیم (۱۷۵۷)
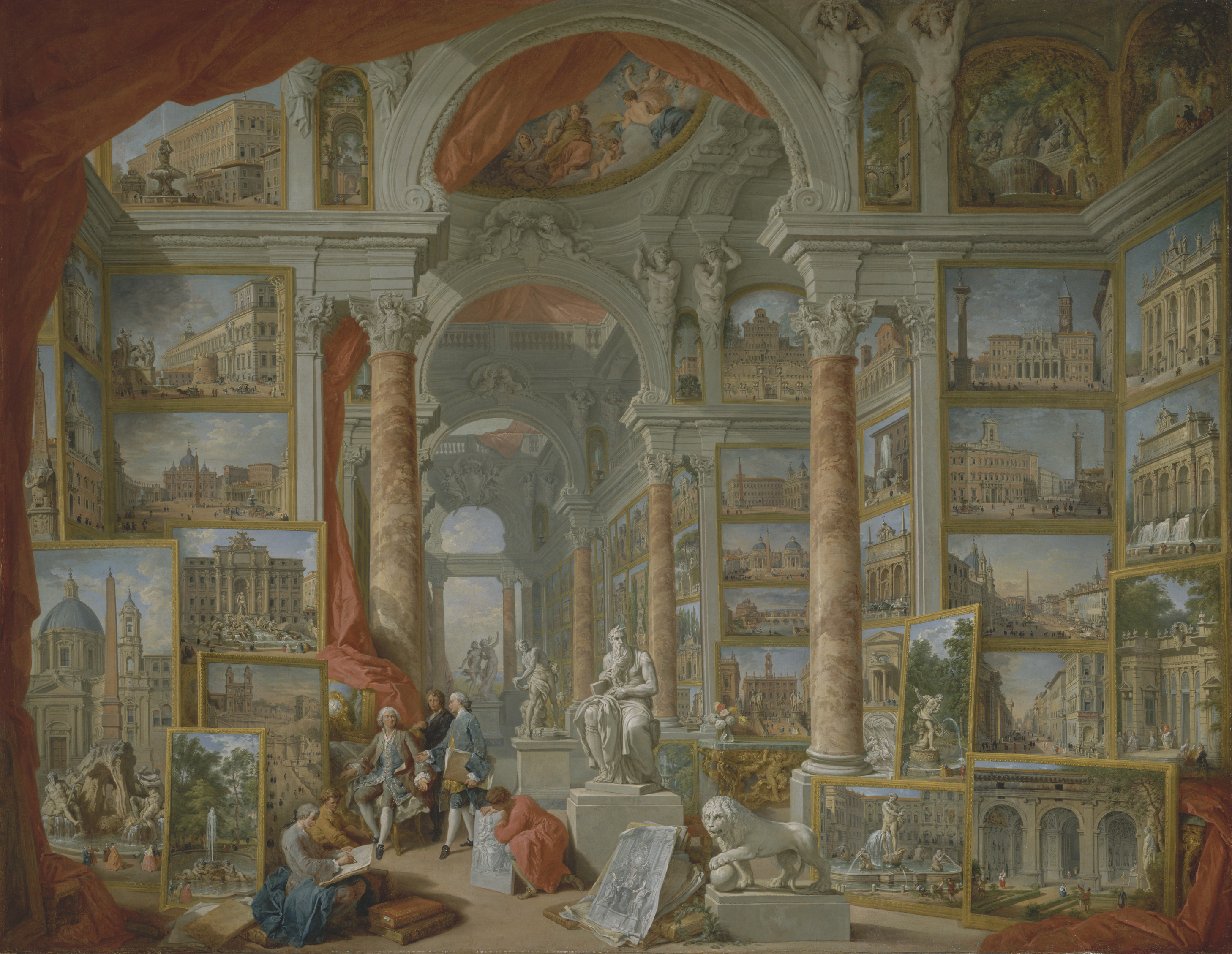
رم جدید (۱۷۵۷)
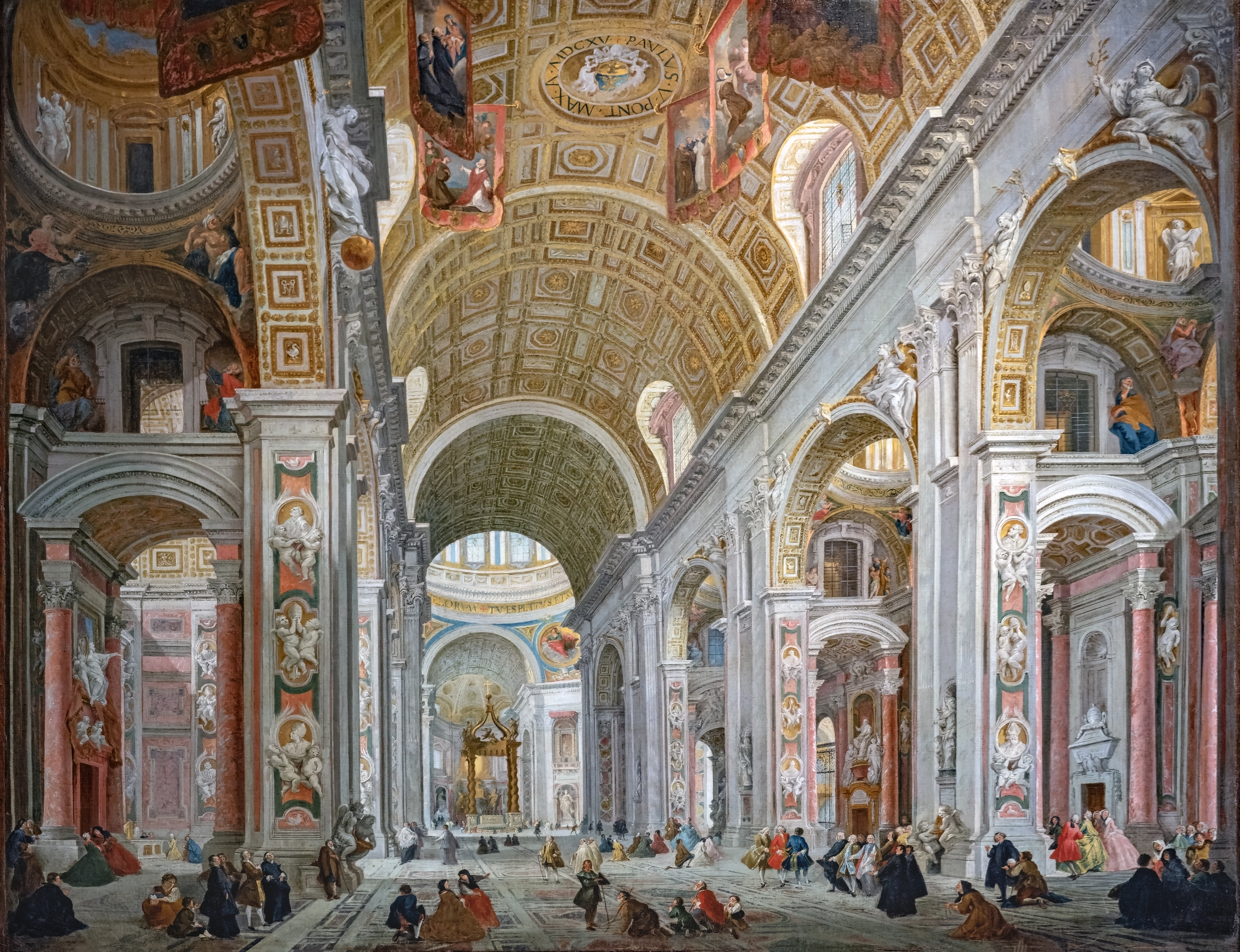
نمای ورودی کلیسای سن پیترو
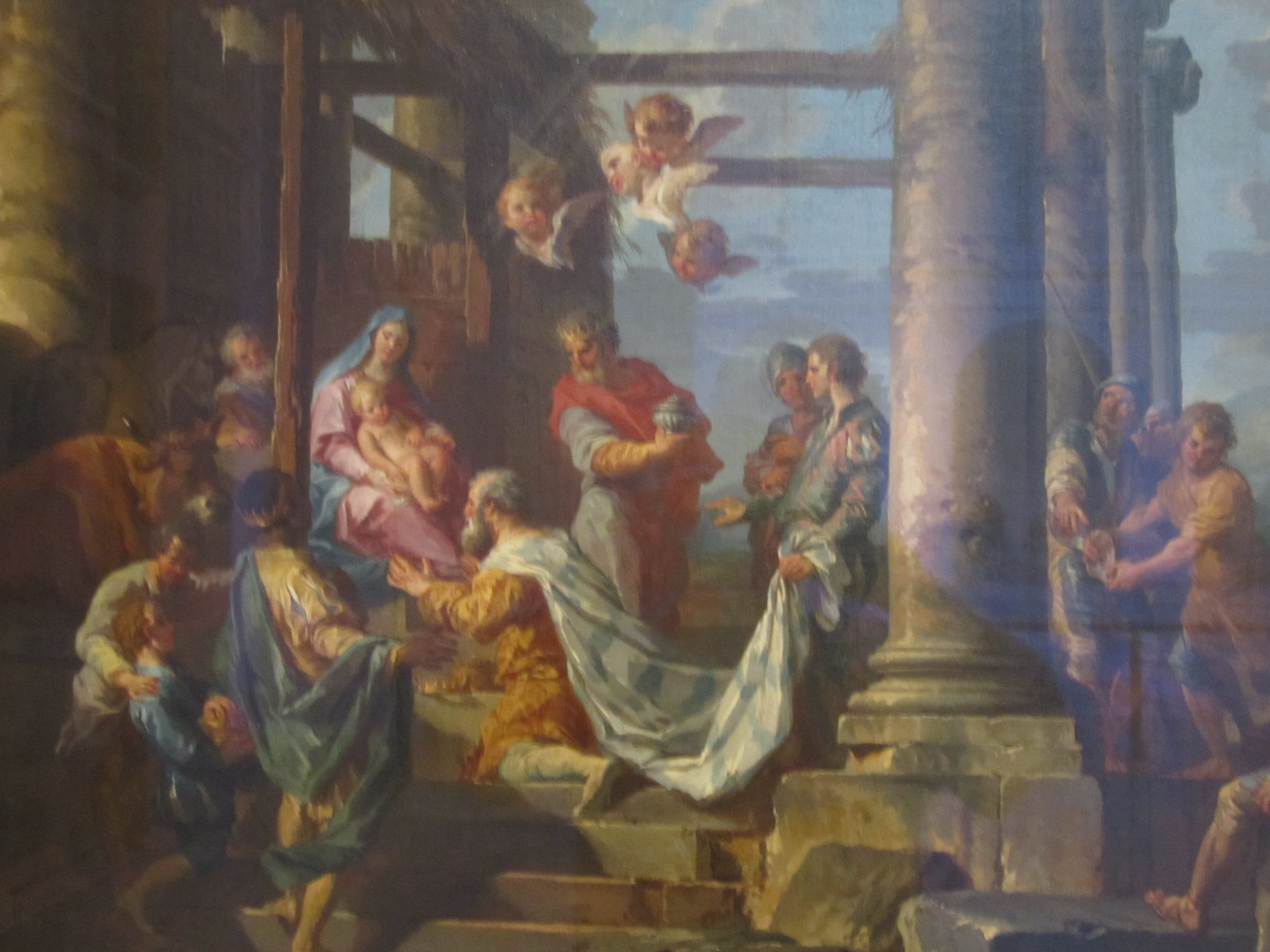
تقدیر از چوپانان، تحسین مگی (۱۷۵۵), موزه بروکلین در نیویورک
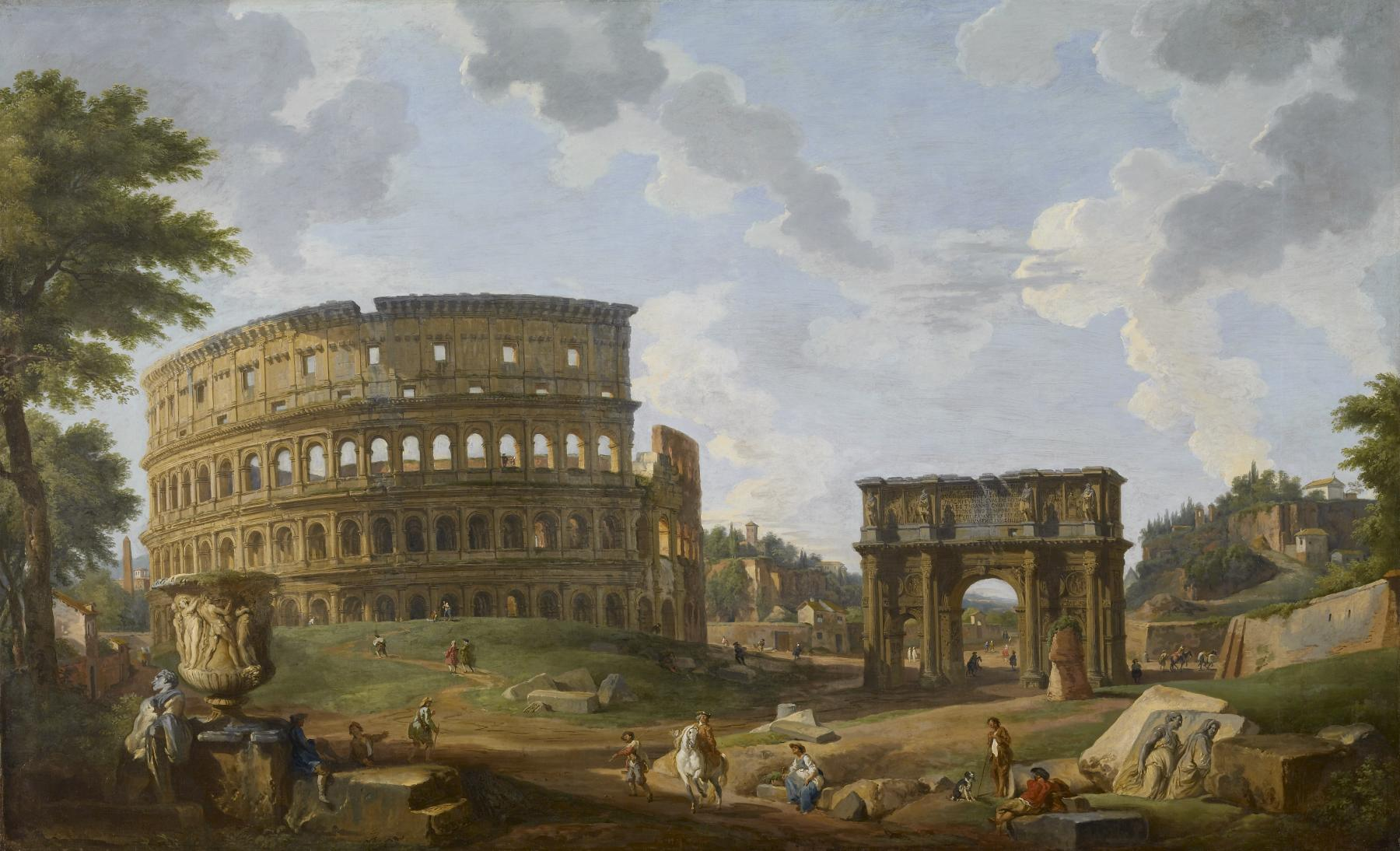
منظره کولوسئوم (۱۷۴۷)، در موزه هنری والترز
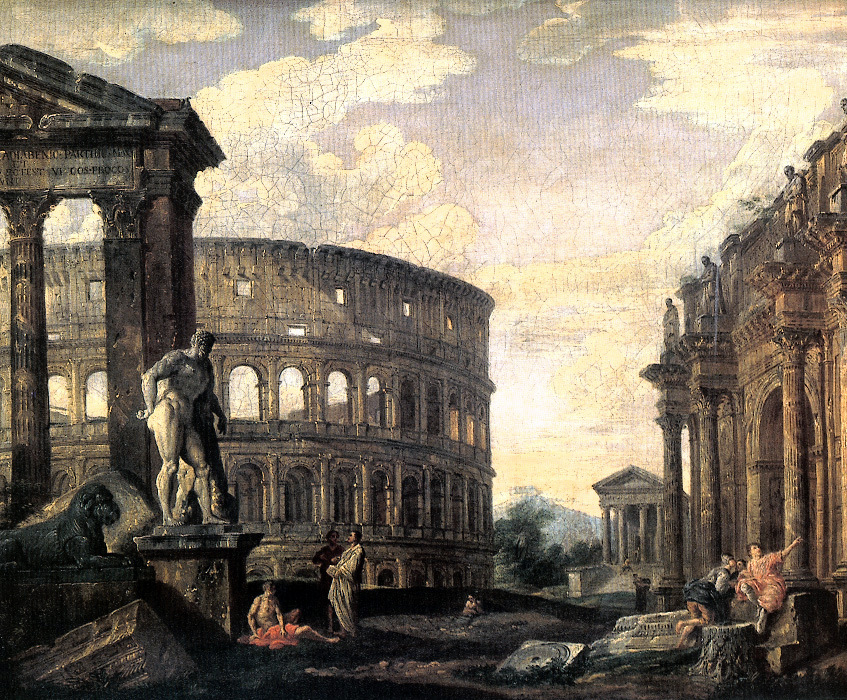
خرابه‌های رم قدیم

خیز مارکوس به سوی مرگ 